# Pantopsalis luna
Pantopsalis luna är en spindeldjursart som först beskrevs av Forster 1944.  Pantopsalis luna ingår i släktet Pantopsalis och familjen Monoscutidae. Inga underarter finns listade i Catalogue of Life.